# Bolgare
Ne doit pas être confondu avec Boljare.
Bolgare est une commune italienne de la province de Bergame, dans la région Lombardie.

## Administration
| Période                                  | Période | Identité | Étiquette | Qualité |
| ---------------------------------------- | ------- | -------- | --------- | ------- |
|                                          |         |          |           |         |
| Les données manquantes sont à compléter. |         |          |           |         |

### Hameaux
Asnenga e San Chierico

### Communes limitrophes
Bagnatica, Calcinate, Carobbio degli Angeli, Chiuduno, Costa di Mezzate, Gorlago, Palosco, Telgate